# 에도강
에도강(일본어: 江戸川 에도가와[*])은 일본 간토 지방을 흐르는 강이다. 도네강으로부터 갈라져서 도쿄만으로 흘러든다. 총 길이는 59.5 km이다.
에도강의 유로는 17세기에 유로가 변경되기 전까지는 도네강의 유로였다.